# 橋本信夫 (獣医学者)
橋本 信夫（はしもと のぶお、1932年 - ）は日本の獣医学者。獣医学博士。獣医公衆衛生学・人獣共通感染症学の専門家であり、北海道大学名誉教授。

## 経歴
1932年北海道岩内町生まれ。北海道岩内高等学校卒業。1957年に北海道大学大学院獣医医学研究科修士課程修了。1957年から1972年まで札幌医科大学で助手・講師を務める。1963年「日本脳炎ウイルス中和反応の動力学的研究」により北大で獣医学博士号を取得。
1962年からニューヨーク市公衆衛生研究所に留学し、ニューヨーク血液センター研究員となる。同地でワクチン開発に取り組み、その実験のために1975年からリベリアに移住。同国立医学生物研究所で勤務した。1977年に北海道大学獣医学部教授に就任。80年代にはザンビアのザンビア大学に獣医学部を設立する活動に関わった。1996年に北大を退官し、同大名誉教授となる。

## 人物
趣味は美術館、博物館めぐり、アフリカ彫刻収集、バロック音楽鑑賞、「採集的野生生活」。札幌彫刻美術館友の会、札幌円山動物園友の会の会長を務めている。リベリア在住の頃からアフリカの民芸品収集に関心を持ち、収集した仮面を札幌芸術の森美術館に寄贈している。また、札幌市内の野外彫刻の調査や保全・維持活動に取り組んでいる。ロータリークラブの活動も行っており、地区国際奉仕委員長などを務めている。
佐々木倫子の漫画である『動物のお医者さん』の登場人物、H大学獣医学部教授漆原信は橋本がモデルの一人である（他に同僚の金川弘司もモデルとなっている）。アフリカ美術収集が趣味という、橋本と共通する人物像が描かれている。